# Sainte-Colombe-en-Bruilhois
Sainte-Colombe-en-Bruilhois är en kommun i departementet Lot-et-Garonne i regionen Nouvelle-Aquitaine i sydvästra Frankrike. Kommunen ligger i kantonen Laplume som tillhör arrondissementet Agen. År 2022 hade Sainte-Colombe-en-Bruilhois 1 552 invånare.

## Befolkningsutveckling
Antalet invånare i kommunen Sainte-Colombe-en-Bruilhois
| Referens: INSEE |